# 외젠 조제프 델포르트
외젠 조제프 델포르트(Eugène Joseph Delporte, 1882년 1월 10일 ~ 1995년 10월 19일)는 벨기에의 천문학자이다.